# Pseudoterasa Váhu
Pseudoterasa Váhu – obszar w zachodniej Słowacji, chroniony jako pomnik przyrody. Znajduje się w obrębie Gór Inowieckich (dokładnie gór Inovecké predhorie) i pomiędzy wsiami Hrádok i Hôrka nad Váhom. Położony jest w powiecie Nowe Miasto nad Wagiem, w kraju trenczyńskim. Został uznany za obszar chroniony w 1983, zajmując powierzchnię 11,8 ha, bez strefy buforowej. Pseudoterasa Váhu chroniona jest ze względu na rzadkie formacje geomorfologiczne, sugerujące rozwój rzeki Wag w dolinie w okresie polodowcowym. Teren ma znaczenie dla badań naukowych i słynie ze swojego krajobrazu.